# جيريمي ولز
جيريمي ولز (بالإنجليزية: Jeremy Wells)‏ هو مقدم تلفزيوني نيوزيلندي، ولد في 7 يونيو 1977 في أوكلاند في نيوزيلندا.

## وصلات خارجية
- جيريمي ولز على موقع IMDb (الإنجليزية)
- جيريمي ولز على موقع قاعدة بيانات الفيلم (الإنجليزية)